# 銭応溥
銭 応溥（せん おうふ、Qián Yīngpǔ、1824年 - 1902年）、字は子密。清末の洋務派官僚。
浙江省嘉興出身。1849年、抜貢生となった。1850年、七品小京官となり、吏部に入り、さらに軍機章京となった。咸豊年間に太平天国の支配下にあった安慶の攻略作戦を行っていた曽国藩の幕府に入り、上奏文の起草を担当した。1872年、曽国藩が両江総督在任中に死去すると、軍機処に戻り、ここでも文章の才能を恭親王奕訢・醇親王奕譞から評価された。1895年、礼部左侍郎に軍機大臣上行走を兼任した。1896年に左都御史に遷り、1897年に工部尚書に転じた。1899年、引退。死後、恭勤の諡号を贈られた。